# Bronisława Pawlak
Bronisława Pawlak z domu Barszczewska (ur. 1909, data śmierci nieznana) – polska Sprawiedliwa wśród Narodów Świata.
W grudniu 1942 rodzina Bronisławy (mąż Stefan, córka Jadwiga, świekra Antonina) przyjęła pod swój dach w podlubelskiej Olszance rodzinę jej przyjaciółki Elki Bron, tj. z mężem Menachem (Mordką)  oraz synami Icchakiem i Moszem, które zbiegło ze zlikwidowanego dwa miesiące wcześniej getta w Bychawie. Pawlakowie ukryli Żydów pod podłogą stodoły. Zadaniem Jadwigi było noszenie do stodoły jedzenia oraz książek. Dzięki oddaleniu gospodarstwa od innych zabudowań ukrywani mogli nocami chodzić po ogrodzie.
Bronowie ukrywali się u Pawlaków do nadejścia Armii Czerwonej w lipcu 1944. Po wojnie przeprowadzili się do Lublina. Na pewien czas zamieszkała z nimi Jadwiga, która przyjechała do szkoły w Lublinie. W 1945 Bronowie wyjechali do Izraela, a dalej do Stanów Zjednoczonych.
W 1992 otrzymała wraz z mężem, córką i świekrą tytuł Sprawiedliwy wśród Narodów Świata nadawany przez Jad Waszem w Jerozolimie.